# シュトラウス・グループ
シュトラウス・グループ Ltd.（ヘブライ語: שטראוס גרופ בע״מ、旧社名シュトラウス・エリート: שטראוס עלית）は、イスラエルで最大の加工食品会社。 乳製品、コーヒー、チョコレート、ミネラルウォーター、スナック、サラダ、ドレッシング・ディップなどを取り扱っている。子会社のシュトラウス・コーヒーは東ヨーロッパ及びブラジルにおける主要なコーヒー会社である。
世界20カ国で営業しており、ダノン、ペプシコ、ハイアール、ヴァージン・グループと提携している。

## 沿革
創業時
ロシア系ユダヤ人のエリヤフ・フロメチェンコが1918年に家族で始めたキャンディー製造販売が起源である。一族は1924年、ソビエト連邦の共産主義化の影響でラトビアに亡命し、菓子製造のレイマを合併した。1933年にレイマを売却しイギリス委任統治領パレスチナで事業を始めた。
近年
2007年、シュトラウス・アイスクリームの株式51％をユニリーバに売却
2017年、チョコレート・ブランドのマックス・ブレナーを、フランチャイズ他社に売却した。

## 関連会社
- シュトラウス・デイリー・アンド・ジェネラル・マイルストーンズ - 乳製品会社。ナチスを逃れたヒルデとリチャードが1937年に英国統治領のパレスチナで創業
- シュトラウス・アイス・クリーム - アイスクリーム会社。テル・アビブなどで1940年から試供し始め、1960年代に工場を設立
- シュトラウス・サラダ - ミヴァミ・サラダ、イタリアン・チビー・サラダなどを買収し、マーダネイ・オラム・サラダを設立、ヴァージニア州の世界最大のサラダ工場を運営（アメリカ合衆国での名称はサブラ・オベラ社）